# Benediktinská konfederace

Znak benediktinského řádu

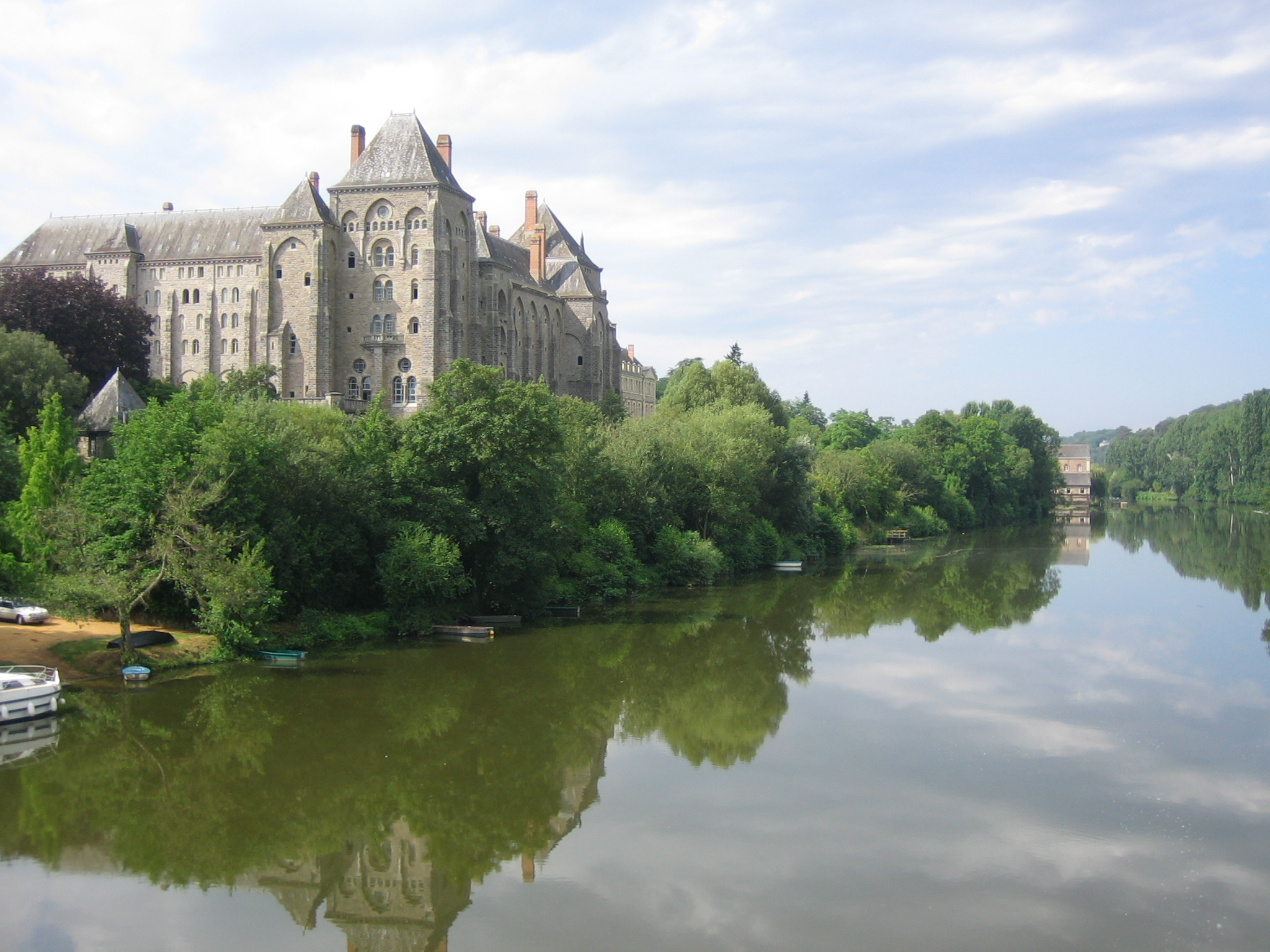
Klášter svatého Petra v Solesmes, mateřský klášter kongregace ze Solesmes

Benediktinská konfederace je volné sdružení 19 benediktinských kongregací, vytvořené papežem Lvem XIII. v roce 1893.

## Organizace
Řídí se zákoníkem Lex Propria. Opati a převoři klášterů konfederace se scházejí každé 4 roky na kongresu opatů v Římě, kde volí opata primase, který však nemá přímou moc nad všemi kongregacemi.

## Seznam členů konfederace
1. Kamaldulové (1010)
2. Valombrosiáni (1036)
3. Silvestrini (1231)
4. Olivetáni (1319)
5. Anglická benediktinská kongregace (1336)
6. Kongregace Subiaco a Montecassino (1407)
7. Uherská benediktinská kongregace (1514)
8. Švýcarská benediktinská kongregace (1602)
9. Rakouská benediktinská kongregace (1625)
10. Bavorská benediktinská kongregace (1684)
11. Brazilská Kongregation (1827)
12. Francouzská benediktinská kongregace (solesmeská, 1837)
13. Americko-kasinská benediktinská kongregace (1855)
14. Beuronská benediktinská kongregace (1873)
15. Švýcasko-americká kongregace (1881)
16. Benediktinská kongregace St. Ottilien (1884)
17. Kongregace Zvěstování Panně Marii (belgická, 1920)
18. Slovanská benediktinská kongregace svatého Vojtěcha (1945)
19. Benediktinská kongregace Cono Sur (1976)

Kláštery „extra Congregationes“: Le Bouveret, Chevetogne, Tyburn Monasteries, Klášter sv. Benedikta (Norcia)).

## Galerie

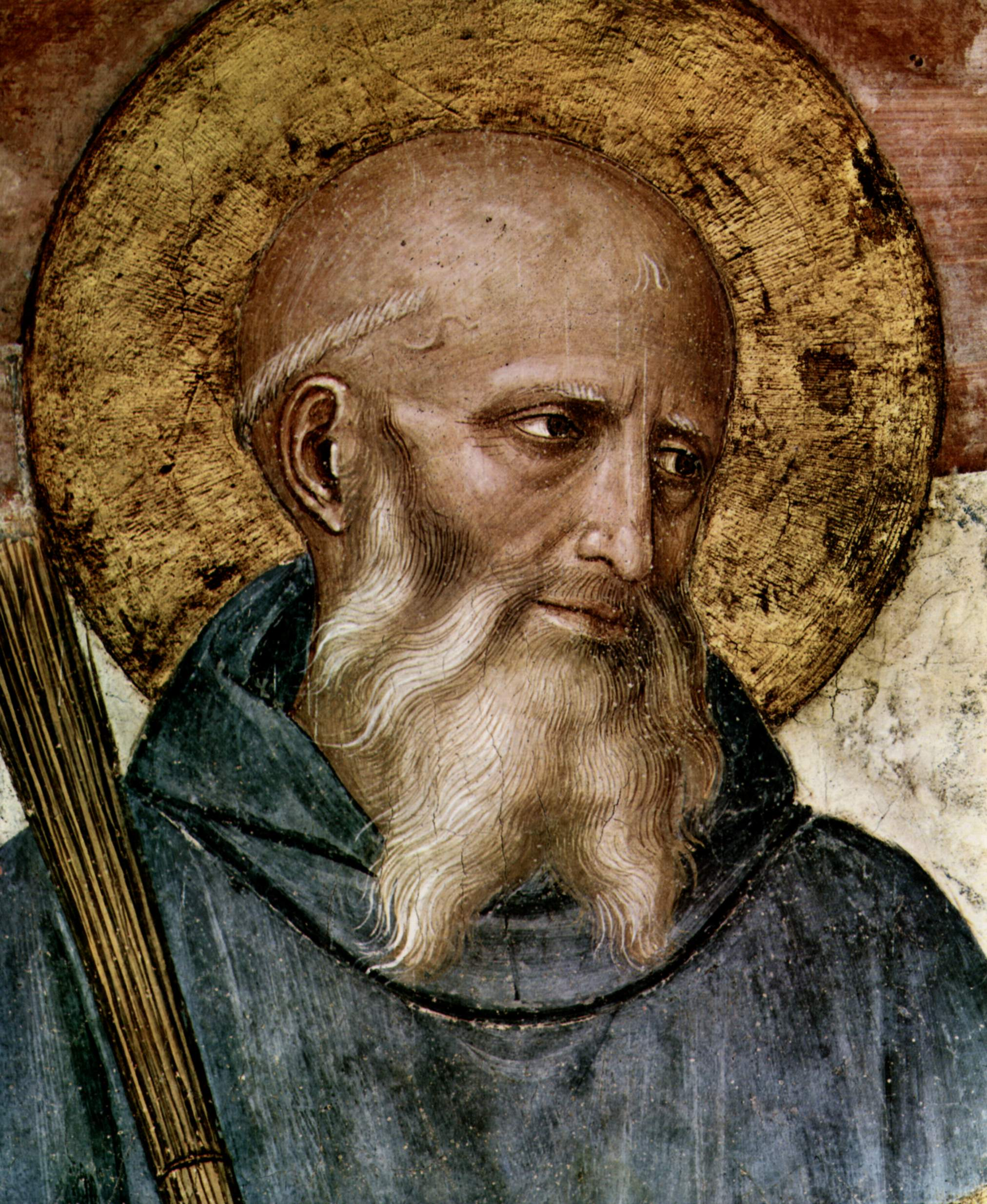
Svatý Benedikt (od Fra Angelico)
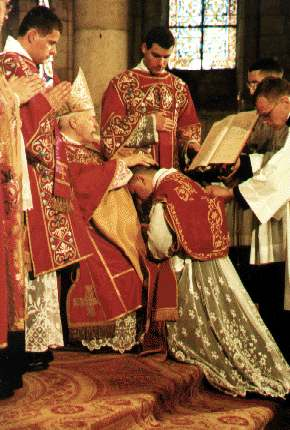
Kněžské svěcení ve Fontgombault
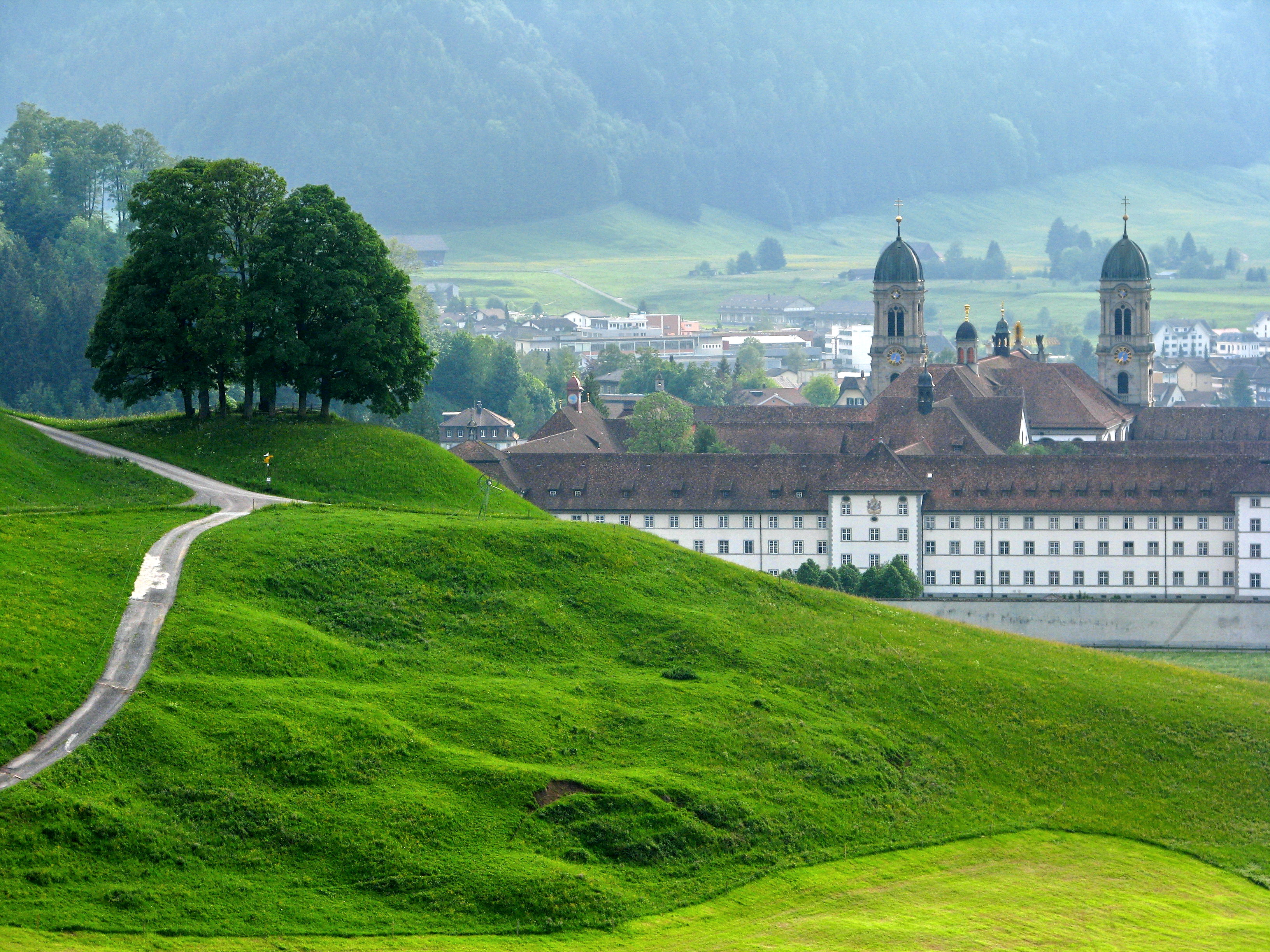
Územní opatství Einsiedeln
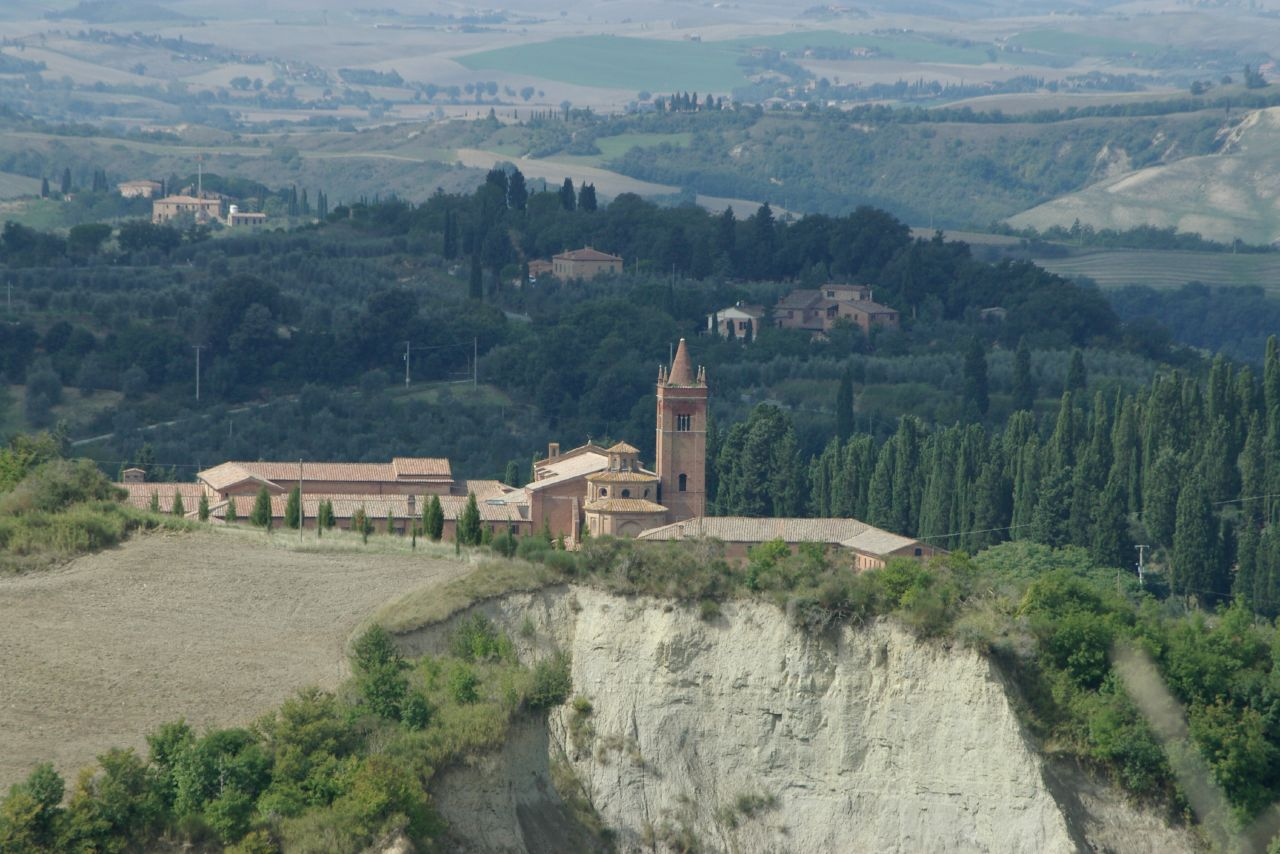
Opatství Monte Oliveto Maggiore (kongregace Olivetánů)